# The New America (single)
The New America is een single van de Amerikaanse punkband Bad Religion. Het is het vierde album van het elfde gelijknamige album van de band. De tekst is net als alle andere nummers van het album geschreven door vocalist Greg Graffin, omdat Brett Gurewitz, gitarist en mede-songwriter van de band, een paar jaar eerder de band verliet.
Naast het gelijknamige album The New America is het nummer ook te horen op het compilatiealbum Punk Rock Songs.

## Samenstelling
- Greg Graffin - zang
- Brian Baker - gitaar
- Greg Hetson - gitaar
- Jay Bentley - basgitaar
- Bobby Schayer - drums